# Монотопический интегральный белок

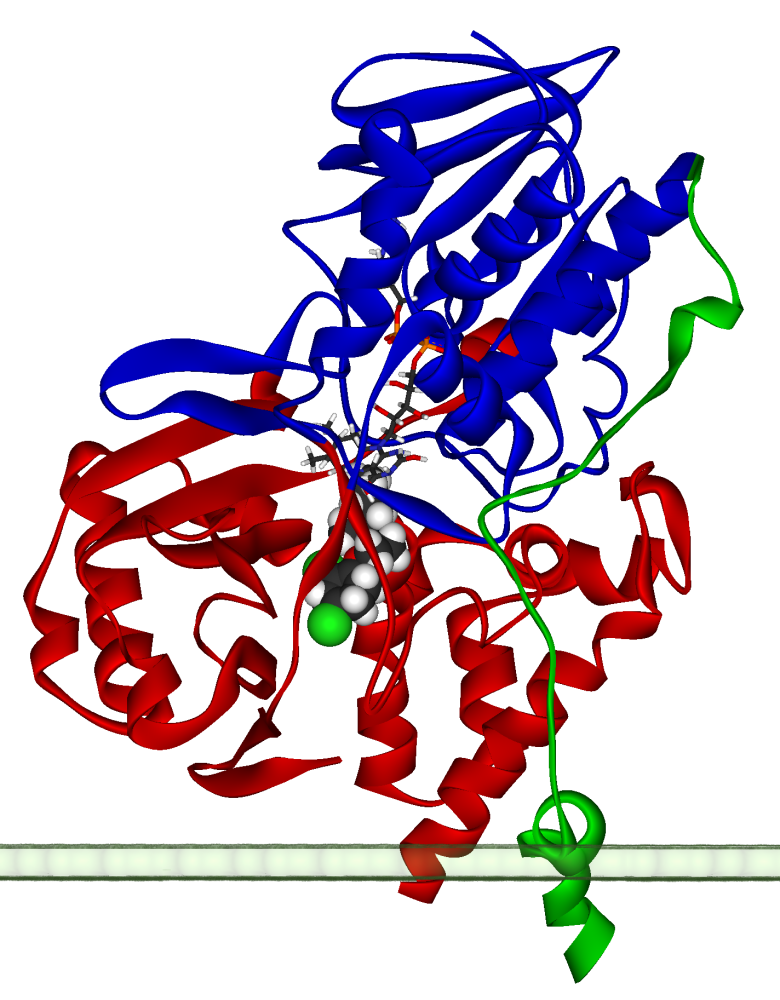
Моноаминоксидаза А

Монотопический интегральный белок — это интегральный мембранный белок, который закреплён только с одной стороны мембраны и не пересекает её полностью.
В качестве примера можно привести следующие белки:
- Простгландин-H2-синтазы 1 и 2 (циклооксигеназы)
- Ланостеролсинтаза
- Микросомальная Простгандин-E-синтаза
- Карнитин-O-пальмитилтрансфераза II